# Bruinrughoningvogel
De bruinrughoningvogel (Pachyglossa everetti, synoniem Dicaeum everetti) is een zangvogel uit de familie Dicaeidae (bastaardhoningvogels). Deze vogel is genoemd naar de Britse koloniaal ambtenaar en natuuronderzoeker Alfred Hart Everett.

## Verspreiding en leefgebied
Deze soort komt voor in Maleisië en op Borneo.

## Status
De grootte van de populatie is niet gekwantificeerd maar de soort wordt omschreven als schaars tot zeldzaam. Op de Rode lijst van de IUCN heeft deze soort de status gevoelig.